# Chivu Stoica
Chivu Stoica (n. 8 august 1908, Smeeni, România – d. 18 februarie 1975, București, România) a fost un politician comunist român, prim-ministru al României în perioada 1955-1961, cel de-al 48-lea prim-ministru/Președinte al Consiliului de Stat al Republicii Socialiste România în perioada 24 martie 1965 - 9 decembrie 1967, după care a fost înlocuit în această funcție de către Nicolae Ceaușescu.

## Biografie

### Activitate
În anul 1931 a devenit membru al Partidului Comunist din România.
În anul 1933 a fost condamnat la închisoare pentru participare la greva de la Atelierele CFR Grivița.
Chivu Stoica a fost deputat în Adunarea Deputaților în sesiunea 1946 - 1948. Chivu Stoica a fost deputat în Marea Adunare Națională în sesiunile din perioada 1948 - 1975.
Chivu Stoica s-a sinucis acasă cu propria armă de vânătoare.

## Distincții
Chivu Stoica a fost distins cu următoarele decorații: 
- Ordinul „Coroana României” în grad de Mare Ofițer (1947)
- Ordinul „Steaua Republicii Populare Române” clasa I (1948)
- Ordinul Muncii clasa I (1949)
- Ordinul „Apărarea Patriei” clasa I (1949)
- Medalia „A cincea aniversare a Republicii Populare Române” (24 decembrie 1952) „pentru lupta și munca duse în vederea făuririi, consolidării și prosperării Republicii Populare Române”[2]
- Ordinul „Steaua Republicii Populare Române” clasa I (1948)
- titlul de „Erou al Muncii Socialiste din Republica Populară Romînă” și medalia de aur „Secera și Ciocanul” (7 august 1958) „pentru slujirea cu credință a clasei muncitoare și a poporului, pentru merite deosebite în opera de construire a socialismului și activitate îndelungată și rodnică în mișcarea muncitorească, cu prilejul împlinirii a 50 de ani de la naștere”[3]
- Ordinul „23 August” clasa I (12 august 1959) „pentru îndelungată activitate în mișcarea muncitorească, pentru contribuția activă la răsturnarea dictaturii militaro-fasciste și instaurarea regimului democrat-popular, pentru merite deosebite în opera de construire a socialismului”[4]
- Medalia „40 de ani de la înființarea Partidului Comunist din Romînia” (6 mai 1961) „pentru activitate îndelungată în mișcarea muncitorească și merite în opera de construire a socialismului”[5]
- Medalia „A XX-a Aniversare a Eliberării Patriei” (18 august 1964) „pentru merite deosebite în opera de construire a socialismului, cu prilejul celei de a XX-a aniversări a eliberării patriei”[6]
- Medalia jubiliară „A XX-a Aniversare a Zilei Forțelor Armate ale Republicii Populare Romîne” (21 octombrie 1964) „pentru merite deosebite în făurirea și întărirea Forțelor Armate ale Republicii Populare Romîne, cu prilejul celei de a XX-a aniversări a Zilei Forțelor Armate”[7]
- Ordinul „Tudor Vladimirescu” clasa I (30 aprilie 1966) „cu prilejul celei de-a 45-a aniversări de la înființarea Partidului Comunist din România, pentru îndelungată activitate în mișcarea muncitorească și merite deosebite în opera de construire a socialismului”[8]
- Ordinul „Victoria Socialismului” (6 mai 1971) „pentru activitate îndelungată în mișcarea revoluționară, pentru contribuția deosebită la înfăptuirea politicii interne și externe a Partidului Comunist Român, la opera de construire a socialismului, cu prilejul celei de-a 50-a aniversări a Partidului Comunist Român”[9]
- titlul de „Erou al Republicii Socialiste România” (7 august 1973) „pentru îndelungata și rodnica activitate desfășurată în mișcarea revoluționară, pentru contribuția deosebită adusă la întărirea partidului și a unității sale, la făurirea și dezvoltarea statului nostru socialist, precum și la înfăptuirea politicii partidului și statului de făurire a societății socialist emultilateral dezvoltate în patria noastră, cu prilejul împlinirii vîrstei de 65 de ani”[10]

## Galerie de imagini

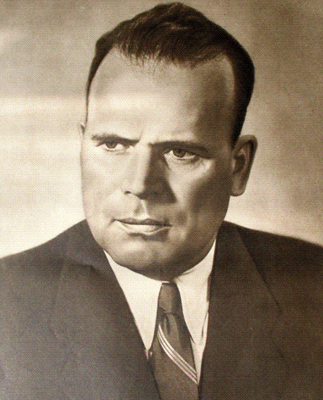
Chivu Stoica
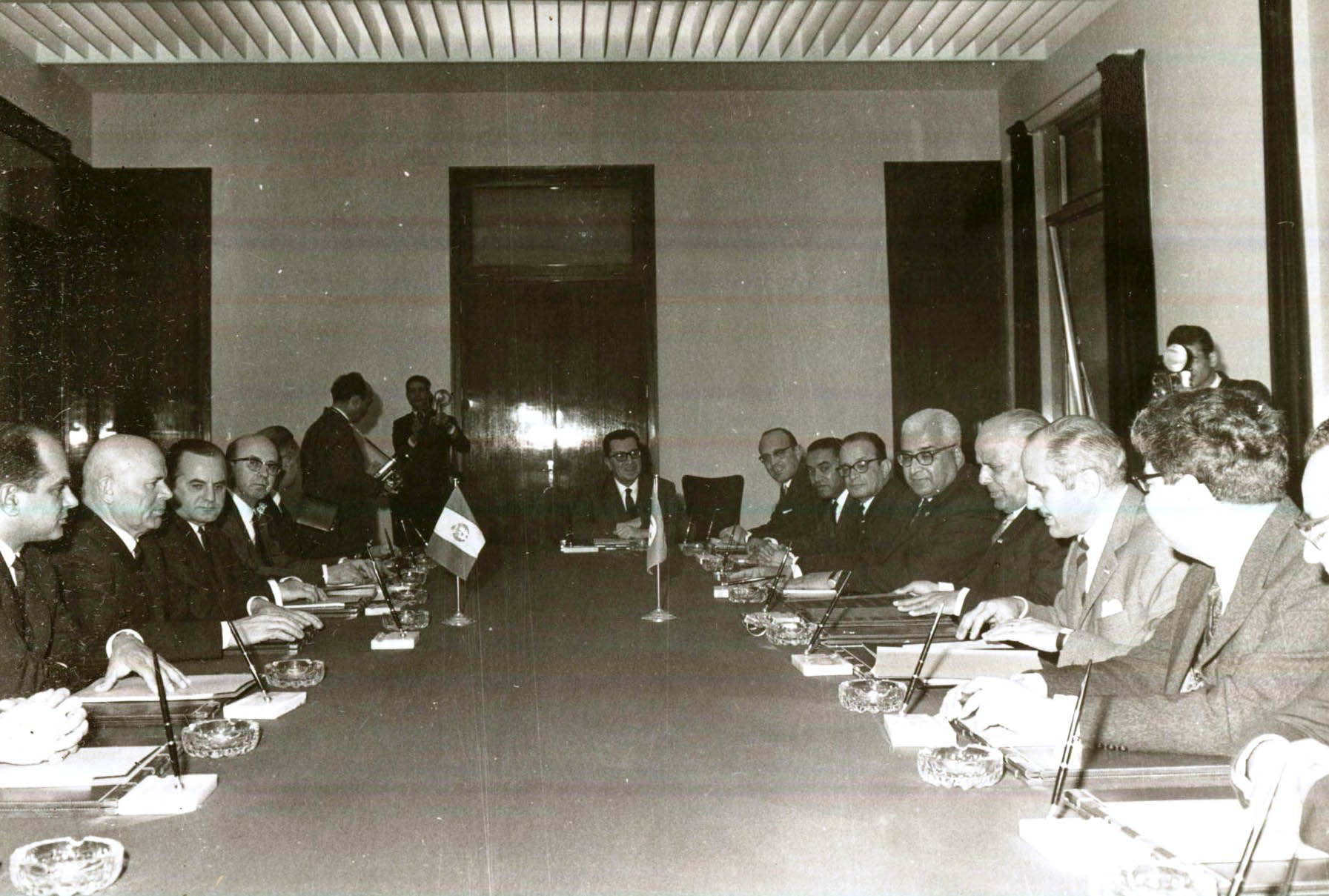
Chivu Stoica, președintele Consiliului de Stat, în vizită în Tunisia în februarie 1967.
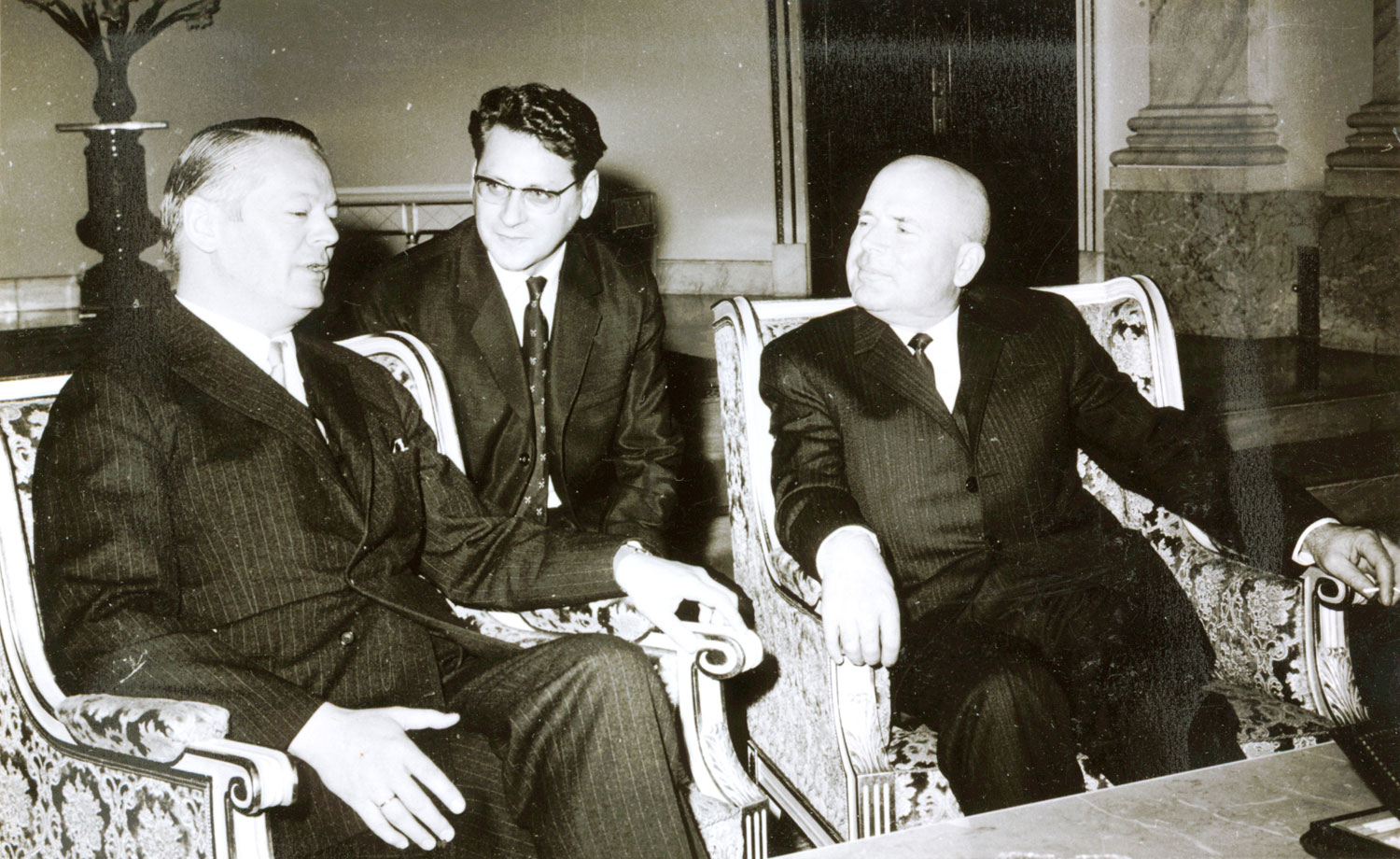
Discutând cu ambasadorul Danemarcei în iunie 1967.